# 강화여자중학교
강화여자중학교(江華女子中學校)는 대한민국 인천광역시 강화군 강화읍 갑곳리에 있는 공립 중학교이다.

## 학교 연혁
- 1954년 7월 7일 : 강화여자중․상업고등학교 설립 인가(6학급)
- 1955년 3월 25일 : 강화여자중학교 개교(강화읍 관청리 938번지)
- 1955년 3월 25일 : 초대 이돈해 교장 취임
- 1972년 2월 9일 : 학급증설 인가(18학급)
- 1979년 9월 1일 : 중·고등학교 분리 강화여자중학교로 변경
- 1985년 7월 2일 : 교사 증개축 (18교실)
- 2003년 10월 9일 : 전자도서관 개관 (면적 236m2, 장서수 8,000여권)
- 2019년 1월 9일 : 제64회 졸업식 (졸업생 154명, 총 15,950명)
- 2019년 2월 27일 : 신축교사로 이전(강화군 강화읍 갑룡길 11)
- 2024년 2월 1일 : 졸업식(졸업생 174명)
- 2024년 3월 4일 : 입학식(신입생 156명)
- 2024년 9월 1일 : 제25대 이상기 교장 취임

## 참고 자료
- 강화여자중학교 - 한국교육학술정보원 학교알리미